# Masia Vilalta
Masia Vilalta és una masia de Florejacs, al municipi de Torrefeta i Florejacs (Segarra), inclosa a l'Inventari del Patrimoni Arquitectònic de Catalunya.

## Descripció
Edifici originalment formava tres cossos diferents, avui unificats. Davant d'aquest edifici n'hi ha dos que tenien funció ramadera i agrícola.
L'edifici principal té dos cossos: el de més a la dreta, a la façana que dona al camí (Sud), té una entrada amb llinda de pedra i porta de fusta i, a la seva dreta, té una finestra. Al pis següent té dos balcons petits amb barana de ferro, i al darrer pis, dues petites obertures. A la façana est té dues finestres: una al segon pis i una altra al darrer. A la façana nord té una entrada emmarcada en carreus i porta de fusta a la planta baixa, a la següent planta, a l'esquerra, té una finestra; més a la dreta hi ha una entrada amb porta metàl·lica. Al darrer pis hi ha una petita finestra al centre. La façana oest té l'altre cos adjunt. La coberta és de dos vessants (Nord-Sud), acabada en teules.

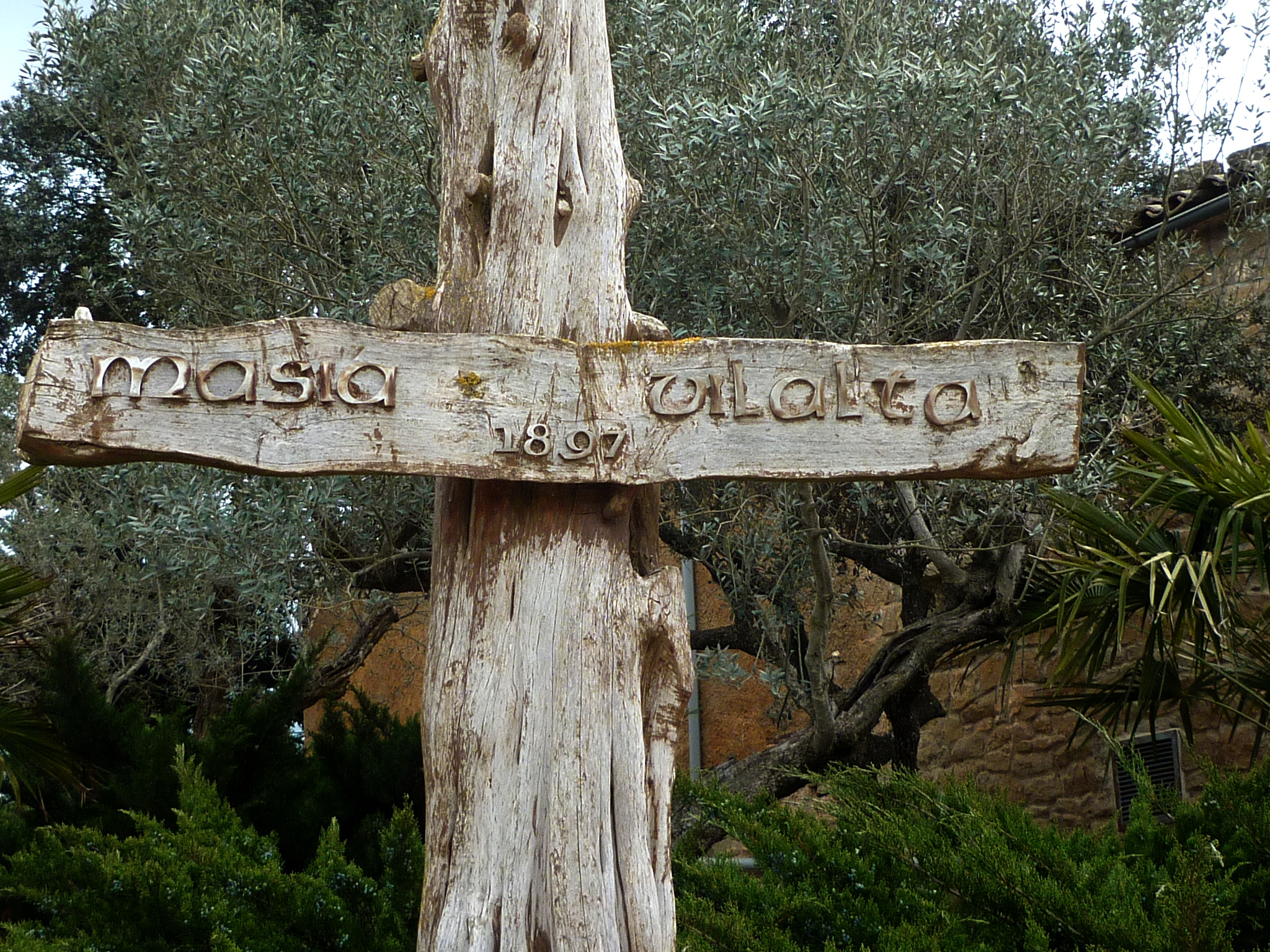
Rètol de la masia

L'altre cos es troba adjunt a l'anterior per la façana oest. A la façana que dona al camí (sud) hi ha una entrada amb llinda de pedra i porta metàl·lica. A la planta següent hi ha dues finestres juntes, emmarcades per carreus. A la darrera planta hi ha dues petites obertures. A la façana nord hi ha dues petites finestres a la segona planta. La coberta és de dos vessants (Nord-Sud), acabada en teules.
Hi ha un altre edifici, adjunt a l'anterior per la façana oest. Té dues finestres a la façana oest. La coberta és d'un sol vessant (oest) i acaba en teules.
A l'altre costat del camí hi ha dos edificis que tenien funció agrícola i ramadera. Els dos es conserven.
S'hi arriba per un camí que deixa Florejacs, i en l'encreuament de camins que es troba només sortir, s'agafa el camí de la dreta, més endavant es torna a tirar a la dreta i passant el mas Llorenç uns 500 metres tot recte i s'hi arriba.

## Història
La Masia Vilalta és una casa de pagès que va ser construïda l'any 1897, amb el propòsit de conrear les terres sense la necessitat de desplaçar-se des del poble, posteriorment s'hi establí una família que hi residia tot l'any. L'any 1998 es procedí a reformar l'edifici per donar-li un ús més pràctic, d'acord amb les necessitats actuals.
En principi fou residència de caçadors, i, a partir de 2006, té també un ús de casa rural independent.